# 中型雉尾藓
中型雉尾藓（学名：Cyathophorella intermedia）为孔雀藓科雉尾藓属下的一个种。其种加词“intermedia”意为“中间的”。